# João Justino de Proença
João Justino de Proença (Santa Catarina, 12 de dezembro de 1844 - Rio de Janeiro, 23 de junho de 1916) foi um escritor e militar brasileiro, tendo alcançado a patente de Contra-Almirante e o cargo de Ministro do Superior Tribunal Militar. 

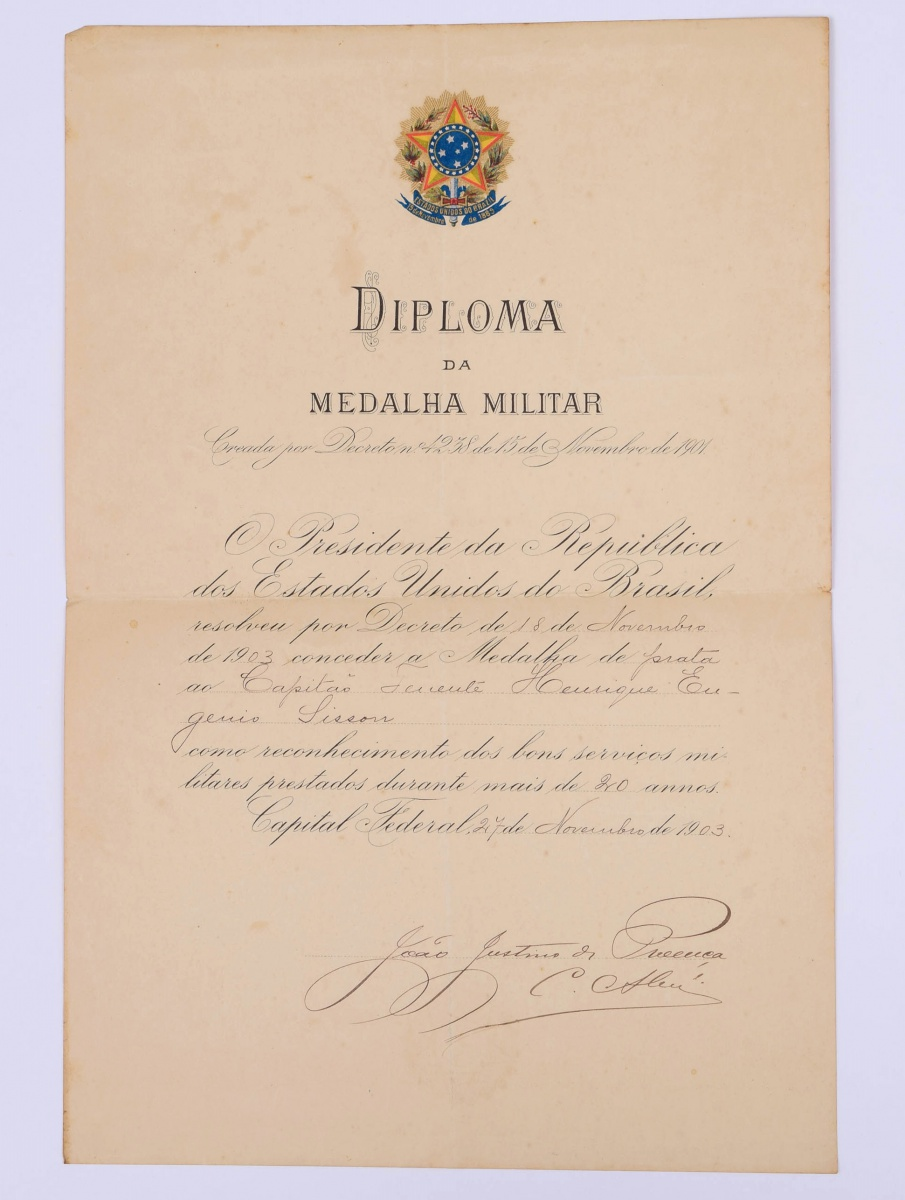
Documento de João Justino de Proença como chefe d armada em1903.

Nasceu no estado de Santa Catarina em 12 de dezembro de 1844, filho de José Feliciano de Proença e Rita do Livramento Proença. Em idade militar, participou nas campanhas do Uruguai e Paraguai. Seguiu carreira na marinha, cursou a Academia de Marinha, recebeu diversas promoções entre 1960 e 1892, ano que foi promovido a Capitão de Mar e Guerra. Comandou o encouraçado Riachuelo em 1893, quando viajou a Europa onde passou por modificações. Recebeu a nomeação de chefe do Estado-Maior da Armada e chegou ao posto de Contra Almirante, sendo reformado nessa patente em 10 de maio de 1911. De 3 de abril de 1911 até a data de sua morte foi Ministro do Superior Tribunal Militar. Faleceu no Rio de Janeiro em 23 de junho de 1916. É patrono da cadeira 16 da Academia Catarinense de Letras.